# Елктон (Кентуккі)
Елктон (англ. Elkton) — місто (англ. city) в США, в окрузі Тодд штату Кентуккі. Населення — 2056 осіб (2020).

## Географія
Елктон розташований за координатами 36°48′58″ пн. ш. 87°9′40″ зх. д. / 36.81611° пн. ш. 87.16111° зх. д. (36.816081, -87.161139).  За даними Бюро перепису населення США в 2010 році місто мало площу 5,63 км², з яких 5,62 км² — суходіл та 0,00 км² — водойми. В 2017 році площа становила 6,54 км², з яких 6,53 км² — суходіл та 0,01 км² — водойми.

## Демографія
Згідно з переписом 2010 року, у місті мешкали 2062 особи в 781 домогосподарстві у складі 510 родин. Густота населення становила 366 осіб/км².  Було 905 помешкань (161/км²).
Расовий склад населення:
| - 80,3 % — білих - 14,5 % — чорних або афроамериканців - 0,1 % — корінних американців - 2,9 % — осіб інших рас |

До двох чи більше рас належало 2,1 %. Частка іспаномовних становила 6,9 % від усіх жителів.
За віковим діапазоном населення розподілялося таким чином: 23,4 % — особи молодші 18 років, 60,7 % — особи у віці 18—64 років, 15,9 % — особи у віці 65 років та старші. Медіана віку мешканця становила 36,7 року. На 100 осіб жіночої статі у місті припадало 98,5 чоловіків;  на 100 жінок у віці від 18 років та старших — 93,4 чоловіків також старших 18 років.
Середній дохід на одне домашнє господарство  становив 39 545 доларів США (медіана — 29 609), а середній дохід на одну сім'ю — 46 110 доларів (медіана — 39 519). Медіана доходів становила 35 380 доларів для чоловіків та 25 813 долари для жінок. За межею бідності перебувало 27,4 % осіб, у тому числі 31,9 % дітей у віці до 18 років та 20,4 % осіб у віці 65 років та старших.
Цивільне працевлаштоване населення становило 735 осіб. Основні галузі зайнятості: роздрібна торгівля — 21,8 %, освіта, охорона здоров'я та соціальна допомога — 18,6 %, виробництво — 17,7 %.